# Selettività (chimica analitica)
La selettività si riferisce alla capacità di un metodo analitico di determinare univocamente l'analita di interesse.
Una misurazione è in grado di essere influenzata da diverse variabili, comprese le altre specie chimiche che costituiscono la matrice. Una elevata selettività garantisce quindi che la misura sia effettivamente riferibile solamente all'analita oggetto dell'analisi. Le interferenze possono portare a sottostimare o sovrastimare il risultato finale, pregiudicandone l'accuratezza. Per ovviare a ciò, quando possibile, e quando non si hanno a disposizione altri metodi, si eseguono procedure atte ad eliminare tali interferenze prima di effettuare la misurazione riguardante l'analita. È ovvio quindi che oltre all'affidabilità del risultato, una elevata selettività garantisce anche vantaggi quali ridotti tempi di analisi e costi minori, non essendo richiesti pretrattamenti supplementari.
Un modo di valutare la selettività consiste nel verificare come varia la misura aggiungendo specie potenzialmente presenti nei campioni, allo stesso modo si possono variare le condizioni operative (ad esempio in cromatografia si può valutare l'effetto della variazione di fase stazionaria, dell'eluente o della temperatura a cui è effettuata la separazione).